# Vesisaari (ö i Finland, Södra Savolax, S:t Michel)
Vesisaari är en ö i Finland. Den ligger i sjön Pihlajavesi och i kommunen Puumala i den ekonomiska regionen  S:t Michel och landskapet Södra Savolax, i den södra delen av landet, 240 km nordost om huvudstaden Helsingfors. Öns area är 31,4 hektar och dess största längd är 0,9 kilometer i sydväst-nordöstlig riktning.